# Zell (Zurique)
Zell é uma comuna da Suíça, no Cantão Zurique, com cerca de 4.747 habitantes. Estende-se por uma área de 12,70 km², de densidade populacional de 374 hab/km². Confina com as seguintes comunas: Kyburg, Schlatt, Turbenthal, Weisslingen, Wildberg, Winterthur.
A língua oficial nesta comuna é o Alemão.